# Yannick Bokolo
Yannick Bokolo N'Djali (* 19. Juni 1985 in Kinshasa) ist ein ehemaliger französischer Basketballspieler.

## Laufbahn
Der in Kinshasa geborene Bokolo verließ Zaïre mit seinen Eltern, lebte zunächst in Belgrad und ab dem fünften Lebensjahr in Frankreich. Als Jugendlicher spielte er in Straßburg zunächst Fußball und dann Basketball. Zwischen 2000 und 2003 wurde Bokolo am französischen Nachwuchsleistungszentrum INSEP ausgebildet und wechselte dann zu Le Mans Sarthe Basket. In der Saison 2003/04 gab er für Le Mans seinen Einstand in der ersten französischen Liga, der ProA. 2006 wurde er mit der Mannschaft französischer Meister. 2008 verließ er Le Mans und schloss sich dem Ligakonkurrenten BCM Gravelines-Dunkerque an. Im Spieljahr 2010/11 erzielte er den höchsten Punkteschnitt (12,7 pro Begegnung) seiner ProA-Zeit, den besten Wert in der Vorbereitung von Korberfolgen erreichte er in seinem letzten Jahr in Gravelines-Dunkerque (2013/14), als er im 4,5 Vorlagen pro Partie gab.
Von 2014 bis zum Ende seiner Karriere als Berufsbasketballspieler 2019 verstärkte Bokolo Pau-Lacq-Orthez.

### Nationalmannschaft
Bokolo spielte in der französischen Jugendnationalmannschaft und später auch für die Herrenmannschaft, mit der er unter anderem an den Olympischen Sommerspielen 2012, den Weltmeisterschaften 2006 und 2010 sowie der Europameisterschaft 2009 teilnahm. Er bestritt 91 Länderspiele für Frankreich, in denen er 262 Punkte erzielte.